# Crash Team Rumble
Crash Team Rumble es un videojuego basado en el género MOBA desarrollado por Toys for Bob y publicado por Activision lanzado el 20 de junio de 2023. El juego es parte de la serie Crash Bandicoot y cuenta con varios miembros de su elenco como personajes jugables. El juego enfrenta a dos equipos de jugadores entre sí que acumula frutas Wumpa mientras obstaculizan los esfuerzos del equipo contrario.

## Jugabilidad
Crash Team Rumble es un videojuego multijugador de arena de batalla en línea que está organizado en equipo de cuatro contra cuatro en el que podremos controlar a numerosos personajes de la serie Crash Bandicoot, como Coco, Tawna, Cortex, Dingodile o Crash, y también personajes nuevos como Catbat, el primer personaje no binario de la serie Crash Bandicoot. Los jugadores deben capturar más frutas Wumpa que el otro equipo para asegurar la victoria. Además de depositar su propia fruta Wumpa en una zona de entrega, los jugadores también deben defender la zona de entrega de su rival para evitar que depositen su propio suministro. Cada personaje tiene habilidades y poderes únicos con los que luchar contra el equipo contrario.

## Marketing y Publicación
El 7 de octubre de 2022, Activision envió a los influencers un paquete de caja de pizza con un recibo adjunto anunciando el lanzamiento de Crash Bandicoot 4: It's About Time a través de Steam el 18 de octubre. Un mensaje en la parte inferior del recibo anticipaba el anuncio de un nuevo título de Crash Bandicoot el 8 de diciembre, la fecha de The Game Awards 2022. En la ceremonia de premiación, Crash Team Rumble se anunció a través de un tráiler debut, programado para enviarse en 2023 para PlayStation 4, PlayStation 5, Xbox One y Xbox Series X / S. Es el último título de Crash Bandicoot desarrollado por Toys for Bob desde Crash Bandicoot 4: It's About Time.